# كارلوس خوسيه بايز
كارلوس خوسيه بايز (بالإسبانية: Carlos José Báez)‏ هو لاعب كرة قدم باراغواياني، ولد في 1 نوفمبر 1953 في أسونسيون في باراغواي. شارك مع منتخب باراغواي لكرة القدم. أما مع النوادي، فقد لعب مع سيرو بورتينيو ونادي بورغوس ونادي سالامانكا وناسيونال ماديرا.

## وصلات خارجية
- كارلوس خوسيه بايز على موقع قاعدة بيانات كرة القدم.إي يو (الإنجليزية)
- كارلوس خوسيه بايز على موقع ناشيونال فوتبول تيمز (الإنجليزية)